# Kahat
Kahat is een bestuurslaag in het regentschap Simeulue van de provincie Atjeh, Indonesië. Kahat telt 533 inwoners (volkstelling 2010).